# جلال شاکر
جلال شاکر (انگلیسی: Jalal Shaker) بازیکن فوتبال اهل عراق بود.
وی همچنین در تیم ملی فوتبال عراق بازی کرده‌است.